# Hiérodiacre

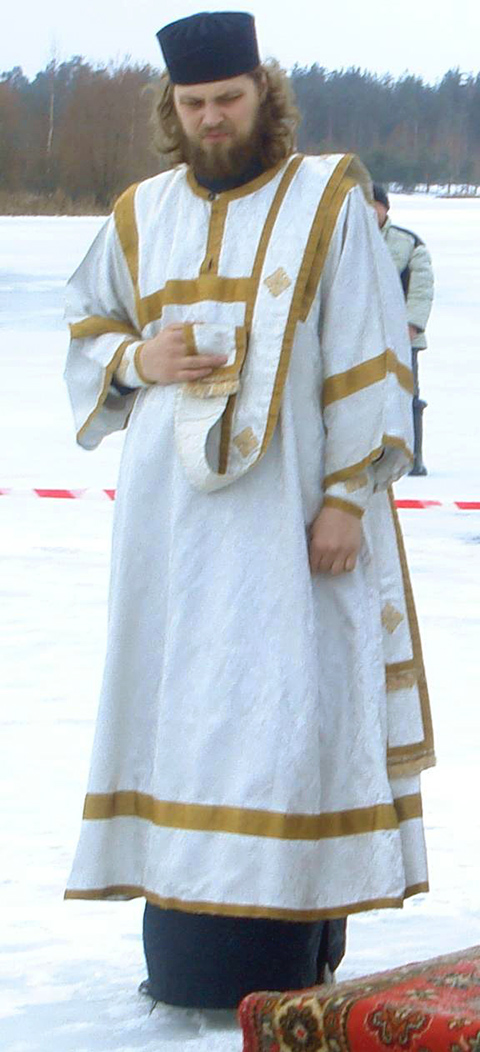
Hiérodiacre

Dans l'Église orthodoxe, un hiérodiacre (en grec Ἱεροδιάκονος, Ierodiákonos ; en slavon d'église Ierodiakón) , littéralement un « moine-diacre » est un religieux  qui cumule à la fois le titre ecclésiastique de moine et celui de diacre.
Un moine peut devenir hiérodiacre tout en étant tonsuré comme moine. Les hiéromoines sont eux des moines-prêtres.